# Perdita ancoralis
Perdita ancoralis är en biart som beskrevs av Timberlake 1968. Perdita ancoralis ingår i släktet Perdita och familjen grävbin. Inga underarter finns listade i Catalogue of Life.